# Constantin Ionescu-Mihăilești
Constantin Ionescu-Mihăilești (n.  ?) a fost un biolog român, profesor și întemeietor împreună cu Ion Cantacuzino al revistei Archives Roumaines de pathologie experimentale et de microbiologie (actuala Romanian Archives of Microbiology and Immunology).
S-a aflat alături de dr. Cantacuzino în anul 1913, în timpul epidemiei de holeră din timpul participării României la cel de-Al Doilea Război Balcanic, perioadă în care a primit sarcina de a prepara vaccinul antiholeric.
A lucrat în cadrul Institutului de Seruri și Vaccinuri „Dr. I. Cantacuzino”.